# Константин Йосифов
Константин Димитров Йосифов (на италиански: Costantino Jossifoff) е български строителен инженер, служител в Италианската легация в София от 1920-те до 1940-те години.
В легацията отговаря за италианските строежи в България, после е аташе по печата. По-късно участва от страна на легацията в български търговски и културни делегации в Италия, като съдейства за развитието на двустранните отношения. Удостоен е с български и италиански ордени за заслуги. Кореспондент е на български вестници по време на следването си в Италия.

## Биография

### Ранни години
Константин Йосифов е син на стенографа от Прилеп Димитър Йосифов и виенчанката Каролине Пьолеритцер. Възпитаник е на Владимирския Киевски кадетски корпус, където прекарва 11 години – от 1903 до 1913 г. Поради тежко заболяване обаче се отказва от военна кариера. Явява се на конкурс и спечелва стипендия за следване в Миланската политехника. Добрата си подготовка дължи както на обучението в Кадетския корпус, така и на проф. Бахметиев – приятел на баща му.
През Първата световна война Йосифов е мобилизиран, но поради гръдната слабост служи в тила. Отличното владеене на немски език му помага да бъде полезен като преводач. Известно време обучава санитарни кучета. За кратко е и в управата на военнопленнически лагер.

### Италия (1919 – 1926)
Мястото му на стипендиант се пази и в 1919 г. заминава за Италия, където следва строително инженерство. При пътуване до виенските си роднини се среща с Бенито Мусолини – тогава все още обикновен журналист. Двамата са в едно купе във влака Милано-Виена, разговарят на немски език. Мусолини е впечатлен и кани Константин Йосифов да посети редакцията на вестника „Ил Пополо д'Италия“. Връзката между двамата продължава през цялото време на следването на Йосифов в Политехниката. Мусолини се интересува как биха могли да се интерпретират през очите на Йосифов новини, пристигащи не само от България, но и от Съветска Русия. Йосифов пише статии за България на италиански в основаното от Мусолини списание „Джераркия“, като още в първия брой излиза статията му „Балкански разузнавания: България след войната“ (Ricognizioni balcaniche: La Bulgaria del dopo guerra).
От Милано Константин Йосифов изпраща кореспонденции до вестниците „Зора“ (на Данаил Крапчев) и „Пряпорец“ (на Григор Василев, Андрей Ляпчев), .
Още не изминал и месец от поемането на властта от Мусолини, Йосифов получава възможността да вземе интервю от новия италиански министър-председател. Знаейки за симпатиите на Мусолини към България и за критичното му отношение към Гърция и Югославия, Йосифов задава 4 въпроса – за достъпа на България до Бяло море, за репарациите, за българските малцинства, останали под чуждо иго, и за мнение по отношение на министър-председателя Стамболийски. И четирите отговора на Мусолини обаче са от гледната точка на победител във войната и са неблагоприятни за България.
След убийството на Петър Чаулев в 1924 г. в Милано, Вътрешната македонска революционна организация наема италиански адвокат да защитава екзекутора Димитър Стефанов и възлага на Йосифов да разяснява на адвоката обстановката в България и Македония, целите и борбата на ВМРО и причините за убийството. Италианският съд оправдава екзекутора.

### България (1926 – 1977)
Константин Йосифов се дипломира в 1925 г. и започва работа по строеж на диги край Дунав. Още на следващата 1926 година обаче италианската легация в София го наема за ръководенето на строителни работи, предприети от италианците в България.
В 1927 г. списание „Кубрат“ предлага на Йосифов да напише нещо за фашизма. В своята статия Йосифов пише, че фашизмът е специфично италианско явление и не бива сляпо да се копира в България. Накрая, подлагайки на остра критика съветския болшевизъм, той като че ли непряко посочва, че болшевизмът е още по-лоша система и от фашизма.
За италианската легация инж. Константин Йосифов работи от 1926 до 1945 г. Най-значителният му обект е внушителната сграда на Италианското училище в София по протежение на ул. „Тулово“, днес собственост на Българската национална телевизия.
След преустановяването на строителните дейности на италианците в България Константин Йосифов се връща към журналистиката. Назначен е за аташе по печата. Ежедневно подготвя резюме на публикуваното в българските медии и го представя на посланика. Преглеждайки всяка сутрин пресата в т.нар. Писателско кафене на ъгъла на бул. „Цар Освободител“ и ул. „Раковски“ в непосредствена близост до легацията, завързва много познанства сред българските културни дейци: писатели, журналисти, художници и пр. Помага на някои от тях да си създадат връзки в Италия и да публикуват там. Улеснява пътуванията им до Италия.
Постепенно Константин Йосифов е въвлечен и в дейности, специфични за дипломатическо представителство. Участва в български делегации, търговски или културни, посещаващи Италия. Дейността му е оценена високо както от българска, така и от италианска страна. Удостоен е с ордена „Свети Александър“ (Кавалерски кръст), „Народен орден за граждански заслуги“ (Кавалерски кръст с корона), и други награди.
В началото на 40-те години в българското правителство е била обсъждана възможността инж. Константин Йосифов да бъде назначен за посланик в Италия, но в крайна сметка предпочитанията наклонили везните в полза на Дечко Караджов.
След събитията през септември 1944 г., когато всички италианци се изнасят от България, на Константин Йосифов е възложено да изпълнява за няколко месеца или година функцията „Пазител на италианското имущество“.
Константин Йосифов има богата езикова култура. Владее перфектно немски, руски и италиански език. Изучавал е и френски. За кратко посещава и други европейски страни (Германия, Холандия, Франция).
Инж. Константин Йосифов се жени за Радка Станишева – дъщеря на д-р Константин Станишев, и има две деца от нея. Приятел е и съдружник с инж. Теню Тодоров, строил разширението на Народната библиотека „Кирил и Методий“. Приятел е също с физика-теоретик Рашко Зайков, астронома Никола Бонев, писателя Георги Томалевски. Връстник и приятел от детинство е с инж. Димитър Агура. Бащите на двамата също са свързани от спомена за годините им, прекарани в Болград, Бесарабия. Освен това инж. Агура следва във Виена и виенската връзка засилва приятелството.
Константин Йосифов се е познавал с Йонко Вапцаров – взаимно са си гостували. Имената на протогеровисти като Наум Томалевски, Георги Кулишев, Пецо Трайков също са споменавани от Йосифов. Според изследователя Щефан Трьобст, Йосифов се е ориентирал към протогеровистите, защото италианската легация е предпочитала да контактува с Наум Томалевски, считайки го за „външния министър“ на македонските организации в България. Като служител към чужда дипломатическа мисия Йосифов обаче се е стараел да се дистанцира от политическите ежби и си остава безпартиен.
В средата на 1944 г. Константин Йосифов приютява в бащината си къща бъдещата писателка Ангелика Шробсдорф и майка ѝ Елзе, спасили се в България от преследванията на евреите в Германия. След заминаването им в 1947 г., в същите помещения дава подслон и на роднините на проф. Александър Станишев, претърпели пълна конфискация на имотите им след гибелта на професора.
Инж. Константин Йосифов е редовен член на Българското инженерно-архитектурно дружество (БИАД). През 1973 година Дружеството отбелязва 80-ата му годишнина и го дарява със специално гравиран часовник.